# Chartergus acutiscutis
Chartergus acutiscutis är en stekelart som beskrevs av Cameron 1907. Chartergus acutiscutis ingår i släktet Chartergus och familjen Eumenidae. Inga underarter finns listade i Catalogue of Life.